# Parotocinclus kwarup
Parotocinclus kwarup — вид сомоподібних риб з родини лорікарієвих (Loricariidae). Описаний у 2021 році.

## Розповсюдження
Ендемік Бразилії. Поширений у верхів'ї річки Шінгу, правої притоки Амазонки.

## Назва
Назва виду kwarup є посиланням на кваруп — щорічний ритуал вшанування померлих у корінних народів регіону, де поширений вид. Автори таксону дали цю назву на честь майже 5500 осіб, які належать до 14 різних етнічних груп, які в живуть в Парку корінних народів Шінгу, який відіграє важливу роль у збереженні цього та інших видів риб зокрема, та місцевої природи в цілому.